# Ахмад аль-Ахсаї
Ахмад аль-Ахсаї, повне ім'я — Ахмад ібн Зейн ад-Дін аль-Ахсаї (араб. أحمد بن زين الدين الأحسائي) — арабський мусульманський  релігійний теоретик, містик. Його релігійні погляди сформували течію шейхізм.

## Біографія
Народився в 1753 році на  Аравійському півострові. Як рік народження в деяких джерелах вказується також 1742 або 1747 роки. Він походив із шиїтської сім'ї, яка перейшла з сунізму, і яка мешкала в регіоні ель-Хаса (територія сучасної Саудівської Аравії).
Серед ідей, що розвиваються Ахсаї і його послідовниками-шейхітами — ідея про посередника (баб) між прихованим імамом Махді і віруючими мусульманами, необхідному йому для постійного керівництва. На відміну від ортодоксального шиїтського віровчення про імамів, що наділяє імама божественним правом на світську і духовну владу над мусульманами під умовою призначення попереднім імамом, і походження з роду зятя пророка Мухаммеда — Алі. Шейхіти вірили в «посередника між імамом і його народом», що живе серед гущі народу. Бабізм, який розвинувся згодом з шейхізму і заснований на ідеї про бабу, визнає Ахмада Ахсаї і його учня Казима Решті бабами.
Вчення Ахсаї було пантеїстичним, він вважав, що весь всесвіт пройнятий божественним початком, а обранці бога — імами і праведники — є уособленням різних атрибутів бога. Проголошуване Ахсана швидке пришестя імама Махді, який знищить несправедливість на землі і принесе моральне оновлення, привернуло до нього численних учнів і послідовників. Вчення стало популярним в Ірані, його дотримувалися багато духовних осіб. Фетх Алі-шах для створення противаги впливу ортодоксального шиїтського духовенства запросив шейха Ахсаї переселитися в Іран. Ахсаї приїхав до Тегерана і виступав там, і в ще кількох іранських містах, з проповідями, потім оселився в місті Єзд, де зміг читав лекції своїм послідовникам.
Своїм наступником шейх Ахмад Ахсаї призначив Казима Решті. Помер в Єзді в 1826 або 1827 роках.